# Upāsaka
Upāsaka (Sanskrit, Pali upāsaka, weibl. upāsikā), wörtl. „Dabeisitzender“, ist ein buddhistischer Laienanhänger, der sich durch die Dreifache Zufluchtnahme (skt. triśaraṇa) als solcher bekennt und gelobt, die fünf Śīlas einzuhalten.
Nach Auffassung frühbuddhistischer Lehren sind die Laien vom letzten Ziel, der Erlösung, noch weit entfernt, da sie nicht bereit sind, ihr weltliches Leben mit seinen Genüssen aufzugeben. Doch können sie vor allem durch das Üben der Tugend der Freigiebigkeit (Sanskrit, Pali Dāna) religiöse Verdienste (Sanskrit puṇya) anhäufen, die ihnen eine für das weitere Fortschreiten auf dem Weg zum Nirvāṇa günstige Wiedergeburt ermöglichen.
Im Theravāda sorgen die Laien für das materielle Wohl der Mönche und Nonnen, indem sie Lebensmittel, Kleider, Prozessionen und Ähnliches als Gaben darbringen.
Im Mahāyāna kommt den Laien eine größere Bedeutung zu, da ihnen die Möglichkeit, Erlösung zu erlangen, nicht länger abgesprochen wird. In manchen Sūtras werden die Laien den Mönchen gleichgestellt, und im Vimalakīrtinirdeśa belehrt sogar ein Laie alle großen Jünger des Buddha. Die Idealfigur des Mahāyāna, der Bodhisattva, kann auch ein Laie sein.
Im Vajrayana, einer speziellen Entwicklung des Mahayana, kommt den Laienpraktizierenden (sogenannten Yogis) eine noch stärkere Bedeutung zu. Viele der Tantras des Vajrayana wurden ursprünglich nicht durch Mönche, sondern durch Laienpraktizierende übertragen. Im Vajrayana kommt es auf die Integration der gesamten Lebenswirklichkeit in den buddhistischen Pfad an, daher ist letztlich nicht entscheidend, ob man Mönch oder Laie ist.